# Бхаккар
Бхаккар (англ. Bhakkar) — город в пакистанской провинции Пенджаб, расположенный в одноимённом округе.

## Географическое положение
Высота центра НП составляет около 159 метров на уровнем моря.

## Демография
Население города по годам:
| 1961   | 1972   | 1981   | 1998   | 2010   |
| ------ | ------ | ------ | ------ | ------ |
| 21 739 | 34 638 | 41 934 | 68 343 | 91 640 |